# Palácio de Brera
O Palazzo di Brera é um edifício histórico em Milão localizado na via Brera n. 28. O palácio, construído no século XVII para albergar o colégio da Companhia de Jesus, alberga hoje diversas instituições, entre as quais a galeria de arte de Brera, a Biblioteca Nacional Braidense e a Academia de Belas Artes. 